# Joos de Damhouder
Joos de Damhouder (Brugge, 25 november 1507 – Antwerpen, 22 januari 1581) was een rechtsgeleerde, auteur en hoger ambtenaar.

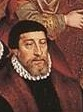
Joos de Damhouder – detail uit de triptiek "Aanbidding der Herders" door Pieter Pourbus

Zijn naam wordt ook geschreven als Joost Damhouder, Joost De Damhoudere, Iudocus Damhouderius, Judocus Damhouderius, Jodocus Damhouder, Josse de Damhouder, Iodocus Damhouderius, Jodocus Damhouderius, Iodocus Damhovderius, Jodocus Damhovderius, Iosse de Damhoudere, Josse de Damhoudere, Iodoci Damhouderii en Iodoco Damhouderio.

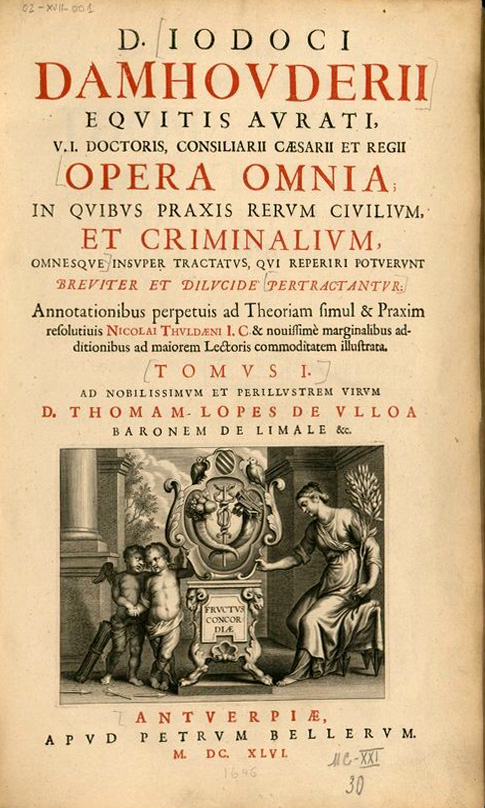
"Opera omnia" - heruitgave van de gebundelde werken van Joos de Damhouder door Petrus Bellerus (Antwerpen, 1646)

## Levensloop
De Damhouder stamde uit een voorname Brugse familie die veel juristen en leden van de stadsmagistraat leverde. Zijn vader was Simon de Damhouder en zijn moeder Marie de Roode. Hij deed zijn rechtenstudies in Leuven (onder meer bij Pieter de Corte) van 1523 tot 1528. Hij promoveerde te Padua in 1530. Hij studeerde verder in Orléans tot in 1531 en kwam terug met het diploma van licentiaat in beide rechten. Begin 1532 werd hij advocaat in Brugge en in september werd hij schepen van de stad. Einde oktober 1533 trad hij in het huwelijk met de Brugse Louise de Chantraines dit de Broucqsaulx. In 1535 werd hij benoemd tot een van de zes hoofdmannen van de stad. In 1537 werd hij raadpensionaris van Brugge en werd hij voortaan vermeld als 'doctor in de rechten', hoewel nergens blijkt dat hij dit hogere diploma had behaald. In 1550 werd hij griffier-crimineel van de stad. Voortaan was hij dagelijks actief met het ondervragen van verdachten, het verhoren van getuigen en het uitspreken van vonnissen.
In 1552 werd De Damhouder door Maria van Hongarije benoemd tot commissaris van de Raad van Financiën en tot tresaurier-generaal van de troepen van keizer Karel V. In 1565 kreeg hij er de winstgevende bediening bij van opperforestier van de Oost- en Westduinen, belast met de veiligheid van de kust. Hij oefende zijn ambt bij de Raad van Financiën uit tot in 1575, het jaar dat zijn vrouw stierf. Ze hadden samen een zoon en drie dochters.
Tijdens de godsdiensttroebelen koos De Damhouder voor de katholieke zijde en voor de Spaanse leiding van het land. Hierin volgde hij zijn schoonbroer Juan Perez de Malvenda en volgde hij de tegengestelde weg van zijn schoonbroer Jacob de Chantraines dit de Broucqsaulx, die zich bij de Reformatie aansloot en gevolg hieraan na 1584 Brugge ontvluchtte om nooit meer terug te keren.
De Damhouder schreef juridische werken die in heel Europa als standaardwerken golden. Hij publiceerde ze in het Latijn en ze werden vertaald in het Frans, Duits en Nederlands.

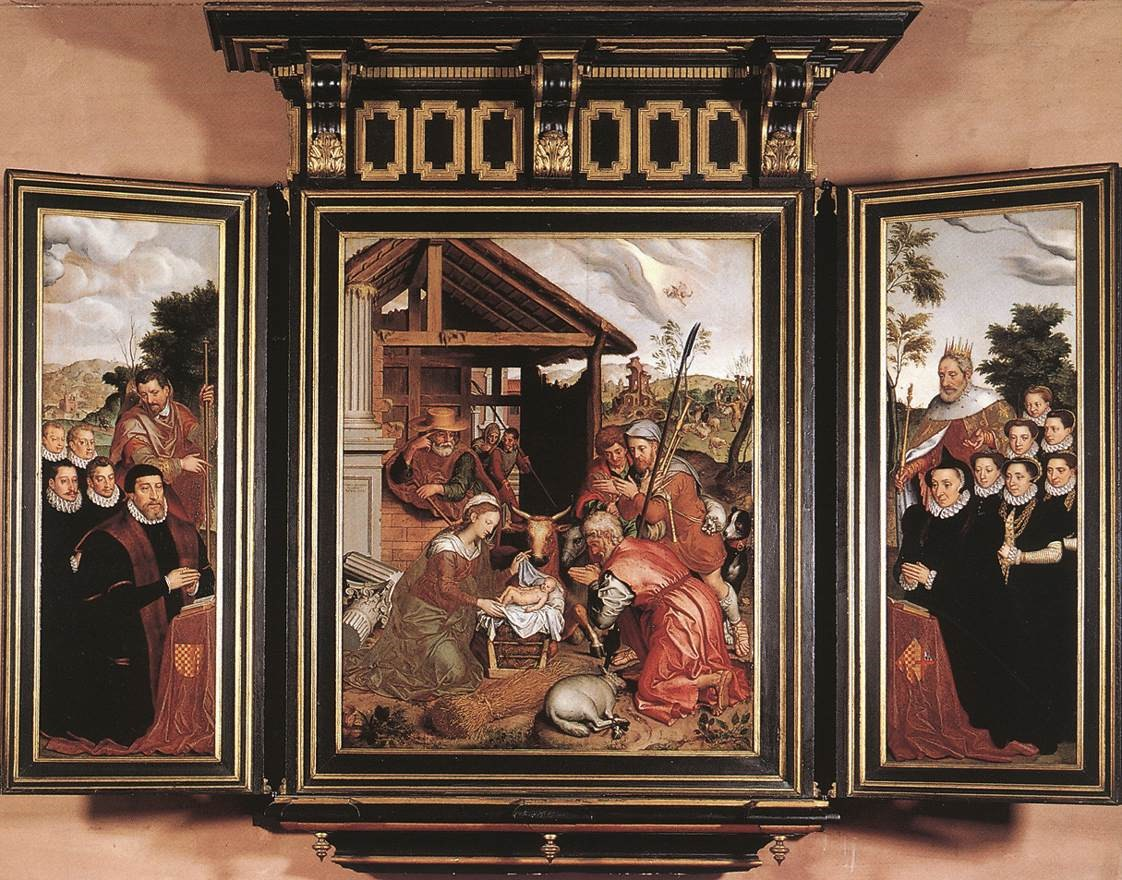
"De aanbidding der herders" door Pieter Pourbus; linkerpaneel: Joos de Damhouder en zijn vier zonen; rechterpaneel: Louise de Chantraines met zes dochters

Hij woonde beurtelings in Brussel en Antwerpen, waar hij overleed in 1581. Hij werd begraven naast zijn echtgenote in de Onze-Lieve-Vrouwekerk in Brugge. Zijn grafplaat is mogelijk gemaakt naar een ontwerp van Pieter Pourbus.
Het Damhoudertryptiek (1574), bewaard in de Onze-Lieve-Vrouwekerk in Brugge, wordt algemeen beschouwd als een van de hoogtepunten in het werk van de schilder Pieter Pourbus. Men ziet er aan beide zijden van het middenpaneel met de Aanbidding van de herders, het portret van De Damhouder met zijn vier zonen (waarvan drie overleden) en Louise de Chantraines met de zes dochters (waarvan drie al overleden). Zijn enige overlevende zoon Lodewijk de Damhouder (1555–1613) werd raadsheer bij de Raad van Vlaanderen en later, zoals zijn vader, forestier van de duinen in Vlaanderen. De drie overlevende dochters huwden met vooraanstaande burgers. Anna huwde Joos van Braeckel (schepen en in 1576 burgemeester van Brugge). Catharina huwde Jan de Schietere (raadsheer, schepen en schatbewaarder van Brugge). Françoise huwde Jacques de Facuwez (secretaris bij de Raad van Brabant).

## Publicaties

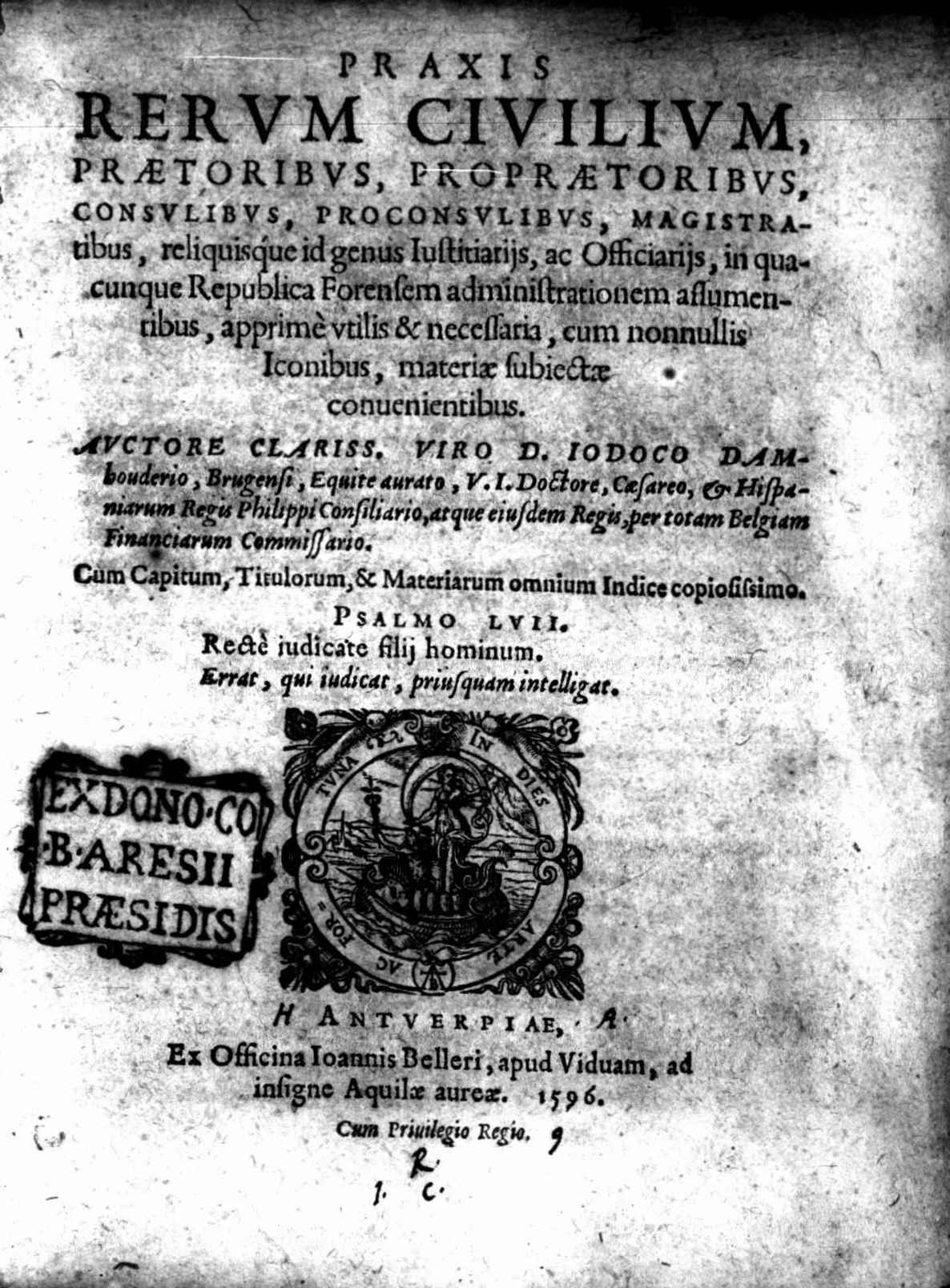
Praxis rerum civilium, 1596

Veel van zijn publicaties zijn standaardwerken geworden van de rechtswetenschap. Sommigen worden nog steeds herdrukt.
- (la)  Patrocinium pupillorum, legum et praxeos studiosis non minus utile quam necessarium, iconibus materia subjecta convenientibus illustratum, jam denuo vigili curâ, et non poenitendâ accessione locupletatum. Item de Magnificentia policiæ amplissima civitatis Brugarum, cum ejusdem topographia, et in laudem amplissimi senatus Oratione, Brugge, 1544, Antwerpen, 1546, 1564, 1573, Brugge, 1730
- (la) Subhastionum compendiosa exegesis, Gent, 1546.
- (la) In laudem Hispanica nationis, qua in Flandria nostra jam olim fixa sede celeberrimam negociationem exercet, Declamatie panegyrica, Gent, 1546.
- (la)  Praxis rerum criminalium, elegantissimis iconibus ad materiam accomodi« illustrata, prætoribus, proprætoribus, consulibus, proconsulibus, magistratibus, reliquiisque idgenus justitiariis ac officiariis, opprime utilis ac necessaria, Antwerpen, 1555, 1562.
- (fr) Practique ès causes criminelles, Antwerpen, 1555
- (la)  Sententiae selectae : pertinentes ad materiam praxios rerum criminalium et aliarum partium iuris scientiarumque
- (la)  De magnificentia politae amplissimae civitatis Brugensis, (Antwerpen, 1564) : belangrijk voor de geschiedenis van de instellingen in Brugge.
- (la)  Loci communes parium ac similium utriusque iuris, Antwerpen, 1568.
- (fr)  Le refuge et garand des pupilles, orphelins, et prodigues, Antwerpern, 1567.
- (la)  Praxis rerum civilium, prætoribus, proprætoribus, consulibus, proconsulibus, magistratibus, reliquiisque idgenvs magistratibus, apprime utilis et necessaria, cum nonnullis iconibus, materia subjectæ convenientibus,etc., Antwerpen, 1566.
- (nl)  Practycke in civile saecken: seer nut, profijtelijck ende nodigh allen schouten, borghemeesteren, magistraten ende andere rechteren
- (la) Enchiridion parium aut similium utriusque iuris, Antwerpen, 1568, 1601.
- (la) Paraeneses christianae sive loci communes ad religonem et pietatem christianam pertinentes ex utroque testamento desumpti, variis, iisque elegantissimis opusculis, tant moralibus quam politicis, ad omnium cujuscumque status Dominum captum accomodatis, tractati, Antwerpen, 1571,
- (nl) Van de grootdadigheyt der breetvermaerde regeringhe van de stad Brugge. Met de plaets-beschryvinge der selver stede; beneffens eent lofryke uytsprake ter eere van 's grootdadigh magistraet, etc., Amsterdam, 1684.